# Günter Kehrer
Günter Kehrer (* 6. Februar 1939 in Frankfurt am Main) ist ein deutscher Religionssoziologe, der vor allem durch sein Engagement gegen Kirche und Religion bekannt wurde.

## Leben
Kehrer studierte Soziologie und Geschichte an den Universitäten Frankfurt und Tübingen. 1966 wurde er mit einer empirischen Studie über Das religiöse Bewußtsein des Industriearbeiters bei Ralf Dahrendorf promoviert. 1970 folgte die Habilitation. Kehrer war als Professor für Religionswissenschaft und Religionssoziologie an der Universität Tübingen langjährig tätig. Seine Hauptarbeitsgebiete waren moderne Religionsgeschichte des 19. und 20. Jahrhunderts, neue religiöse Bewegungen und Religionskritik.
Kehrer ist Mitglied im Beirat des Internationalen Bundes der Konfessionslosen und Atheisten (IBKA) und im Beirat der Giordano-Bruno-Stiftung.

## Publikationen
- Das religiöse Bewußtsein des Industriearbeiters. Eine empirische Studie, München 1967
- Religionssoziologie, Berlin 1968
- Das Jenseits der Gesellschaft. Religion im Prozess sozialwissenschaftlicher Kritik, München 1975 (gemeinsam mit Karl-Wilhelm Dahm und Volker Drehsen)
- Der Wirklichkeitsanspruch von Theologie und Religion – Ernst Steinbach zum 70. Geburtstag, Tübingen 1976 (gemeinsam mit Dieter Henke und Gunda Schneider-Flume)
- Zur Religionsgeschichte der Bundesrepublik Deutschland, München 1980
- Das Entstehen einer neuen Religion: das Beispiel der Vereinigungskirche, München 1981
- Organisierte Religion, Stuttgart 1982
- „Vor Gott sind alle gleich“ – Soziale Gleichheit, soziale Ungleichheit und die Religionen, Düsseldorf 1983 (als Hrsg.)
- Einführung in die Religionssoziologie, Darmstadt 1988
- Neue Religiosität und säkulare Kultur, 1988 (gemeinsam mit Reinhart Hummel und Peter Koslowski)
- Religion als Wahrheit und Ware, 1991 (gemeinsam mit Wolf-Dieter Hauschild, Hans J. Höhn, Traugott Koch und Donald Reeves)
- Personenkult und Heiligenverehrung, 1997 (gemeinsam mit Hans-Peter Hasenfratz und Wolfgang Speyer)
- Religiöser Pluralismus im Mittelalter? Besichtigung einer Epoche der europäischen Religionsgeschichte, 2007